# Amparo Verástegui
El amparo Verástegui es el primer caso de aplicación exitosa en México de la figura del juicio de amparo. Lleva el nombre de su promovente: Manuel Verástegui, quien lo obtuvo bajo la jurisdicción del Estado de San Luis Potosí en el año de 1847. 
La finalidad del amparo es la de garantizar el Estado de Derecho, asegurando para esto el respeto a los derechos individuales y la concordancia de las acciones del gobierno con lo dispuesto en la Constitución.

## Contexto Jurídico
La figura del amparo es mencionada por primera vez en la legislación mexicana, en el Acta Constitutiva y de Reformas de 1847, en la que se restauró la vigencia de la Constitución de 1824 que constituía a la República Mexicana como una federación. 
El Acta de Reformas de 1847 también añadió algunos puntos importantes a la Constitución de 1824, entre los que se encuentran la incorporación de algunos derechos individuales en su artículo quinto:
Art. 5º: Para asegurar los derechos del hombre que la Constitución reconoce, una ley fijará las garantías de libertad, seguridad, propiedad e igualdad de que gozan todos los habitantes de la República, y establecerá los medios de hacerlas efectivas.
Y la instauración del recurso de amparo en su artículo vigésimo quinto:
Art. 25º: Los Tribunales de la Federación ampararán a cualquiera habitante de la República en el ejercicio y conservación de los derechos que le concedan esta Constitución y las leyes constitucionales, contra todo ataque de los Poderes Legislativo y Ejecutivo, ya de la Federación, ya de los Estados; limitándose dichos tribunales a impartir su protección en el caso particular sobre que verse el proceso, sin hacer ninguna declaración general respecto de la ley o del acto que lo motivare.

## Antecedentes

### Supremo Poder Conservador
El Supremo Poder Conservador es considerado por algunos juristas como un antecedente político de la figura del amparo en México y por tanto del amparo Verástegui.
Eso se debe a que una de sus funciones era ciertamente la de garantizar la concordancia de los actos de los gobernantes con la Constitución Política de 1836. Sin embargo, es de gran importancia reiterar que se trata de una figura política y no jurídica, por lo que no puede ser considerado un antecedente directo del amparo plasmado en el acta de Reformas de 1847.

### Amparo Valay (o Balay)
El Amparo Balay podría ser considerado como el primer amparo de México, sin embargo no es así, puesto que se dio en Yucatán en el año de 1842, momento histórico en el que la península estaba constituida como república independiente (República de Yucatán). Sin embargo si es el primero de la historia este de Yucatán.
La tradición latinoamericana atribuye el origen del amparo a la ciencia jurídica mexicana, y en algunos casos, específicamente al amparo yucateco.
La Constitución yucateca de 1841, redactada en su mayoría por Manuel Crescencio Rejón, contempló la figura del amparo, lo que dio lugar al amparo Valay que puede ser considerado como antecedente directo del amparo Verástegui, puesto que el jurista Mariano Otero, uno de los redactores del acta de Reformas de 1847, era partidario de las ideas de Crescencio Rejón.

## Descripción del amparo

### Hechos
A raíz de las negociaciones preparatorias del llamado Tratado de Guadalupe, celebrado entre México y los Estados Unidos en febrero de 1848; se suscitaron diversos levantamientos armados a lo largo y ancho del país, desconociendo dicho tratado.
En el actual Estado de Querétaro, en aquel entonces jurisdicción del Estado de San Luis Potosí se dio la rebelión de Sierra Gorda, en la que Manuel Verástegui participó. Verástegui fue aprehendido por ello y puesto en libertad por el entonces Gobernador de San Luis Potosí, el General Julián de los Reyes, bajo la condición de que abandonara el estado por lo que decretó el destierro de Verástegui.

### Juicio de Amparo
Manuel Verástegui promovió juicio de amparo ante el entonces único Juzgado de Distrito de San Luis Potosí, a cargo del juez Pedro Zámano, quien suplía al propietario.

### Resolución
El juez Pedro Sámano resolvió a favor de Manuel Verástegui con base en el artículo 25 del Acta de Reformas de 1847.
A continuación se cita el fallo:
San Luis Potosí, agosto 13 de 1849. Visto el antecedente dictamen y teniendo presente el artículo 25 de la Acta de Reformas, impone al Juzgado de mi cargo, la obligación de amparar a cualquier ciudadano contra los ataques violentos, ya sea de los supremos poderes de la nación, ya sea de los Estados: que la circunstancia de no haberse reglamentado el modo y términos en que tal protección debe dispensarse, no es ni puede ser obstáculo para cumplir con ese sagrado deber, porque a nadie puede ocultarse el modo de sustanciar un expediente y que, de no dar cumplimiento al citado artículo, resultaría una contravención del objeto y fin que los legisladores se propusieron, no menos que una muy notable infracción, que inconcusamente haría responsable al que la cometiera; que una ley desde el momento que se publica debe ser obligatoria; no respetándose en ella lo contrario, como dice muy bien el asesor, y que por lo mismo no se ha podido ni puede dejar de cumplir con la referida disposición constitucional, a pesar de las razones que expresa el Sr. Gobernador del Estado en la comunicación que dirigió a este juzgado el 4 del corriente por conducto de su secretaría, por no ser suficientes para no observar lo que demanda la ley con objeto de proteger las garantías individuales, y siendo como es cierto que el mismo Sr. Gobernador expidió contra D. Manuel Verástegui la orden de destierro que motivó el ocurso que ha dado lugar a la formación de las antecedentes actuaciones, contraviniendo a lo dispuesto por el supremo gobierno de la Unión a consecuencia de la ley de 24 de abril del corriente año, y cometiendo un verdadero ataque a las garantías individuales que deben respetarse siempre por cualquier autoridad, por estar afianzadas en la Constitución y ser esto conforme al buen orden y comunal provecho de la sociedad; por tales fundamentos y demás que se contienen en el precitado dictamen a que me refiero, se declara que este juzgado dispensa a D. Manuel Verástegui la protección que solicita, en conformidad de lo dispuesto en el repetido artículo 25 del Acta de Reformas para que no pueda ser desterrado del Estado, sin que preceda la formación del juicio y pronunciamiento del fallo por la autoridad judicial a que exclusivamente corresponde por la Constitución; debiendo quedar entretanto en el pleno uso de los derechos y libertad que la misma Carta fundamental le concede, como ciudadano mexicano. Comuníquese esta disposición al interesado para su inteligencia, dándole copia testimoniada de ella si la pidiere.- Hágase igual comunicación por medio de la correspondiente nota al supremo gobierno del Estado, para el debido acatamiento de este fallo y sus efectos, manifestándole a la vez que el juzgado en manera alguna espera se le obligue a usar de los recursos que la ley ha puesto en sus manos para hacer respetar y cumplir sus disposiciones, estando como se halla dispuesto a conservar la dignidad de este tribunal, y a hacer que sus fallos sean debidamente respetados, y dese cuenta con todo al Supremo Gobierno de la Unión para los efectos que hubiere lugar. El Sr. D. Pedro Zámano, primer suplente del juzgado de Distrito en actual ejercicio por ausencia del propietario, así lo decretó, mandó y firmó por ante mí, de que doy fe.- Pedro Zámano. Manuel de Arriola.

### Resumen
- El juez Pedro Sámano ordenó se liberara a Manuel Verástegui y se respetaran sus derechos individuales y de libertad.

- Basó su fallo en el artículo 25 del Acta de Reformas de 1847, es de relevancia que no había una legislación Orgánica que reglamentara el procedimiento de amparo pero el juez garantizó la supremacía de los preceptos constitucionales.[3]

- El juez firmó como Zámano pero es constatado que se trata del mismo Sámano en otros documentos oficiales.[2]